# El Mirasol
Pour les articles homonymes, voir Villa Mirasol (Argentine).
El Mirasol est une localité rurale argentine située dans le département de Mártires, dans la province de Chubut.

## Démographie
La localité compte 57 habitants (Indec, 2010), ce qui représente une baisse de 33 % par rapport au précédent recensement de 2001 qui comptait 85 habitants. Une sécheresse de plus de quatre ans et les cendres du volcan Puyehue ont décimé les moutons, seule source d'emploi rural, et la population a commencé à s'exiler vers les grandes villes de la province.